# Còdex Cospi

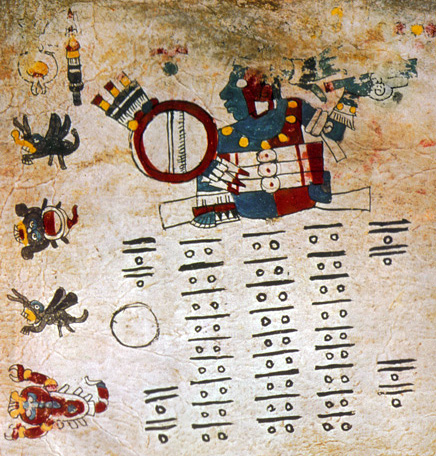
Codex Cospi

El Còdex Cospi (o Còdex Bologna) és un manuscrit de l'Amèrica autòctona de Mesoamèrica, caracteritzat pel preciosisme dels seus trets pictogràfics, que s'ha inclòs en els Còdexs del Grup Borgia. A hores d'ara es troba a la biblioteca de la Universitat de Bolonya (península Itàlica). “Té pintats el calendari de 260 dies i alguns rituals, i pertany al Grup Borgia”.
Es creu que, igual que el Còdex Borgia, el Còdex Cospi pertany a la regió de la Vall de Puebla-Tlaxcala.
Si el Còdex Cospi és específicament de la vall de Teotihuacan, de Puebla, seria dels tlaxcalteques.
Hi ha dos estudis sobre el còdex; el primer, el gràfic, fet per Francisco del Paso y Troncoso i el segon, l'arqueològic, fet per Eduard Georg Seler.
Amb el còdex es trobà un fullet no signat de trenta-una pàgines, amb una descripció del document pertanyent a Francisco del Paso y Troncoso.
Aquest llibre nadiu fou pintat a mà sobre pell, i amanit amb guix. Segueix ben conservat perquè li posaren una coberta en el segle XVI o començament del XVII. La tira de pell fa 3,70 metres de llarg i 182 mil·límetres d'alt, plegada en forma de paravent en vint parts de 184 mil·límetres cadascuna.
Té vint-i-quatre pàgines per l'anvers i divuit pel revers. El còdex està format per 38 pàgines de les quals catorze estan en blanc. La tira està formada per cinc retalls de pell units amb quatre pegats.
L'art que manifesta és una barreja entre terrisseria policroma de Nochistlán (Mixteca Alta) i un estil de Cholula-Puebla.
El Còdex Cospi està ordenat en tres seccions. El revers originàriament era blanc; més tard, però, s'agregaren notes sobre onze rituals. Alguns arqueòlegs pensen que s'haurien de considerar dos documents diferents l'anvers i el revers.
El Còdex Cospi té moltes semblances en el contingut del text amb el Còdex Borgia. Per exemple, tots dos còdexs comencen amb una sèrie de 104 escenes (Cospi, pàg. 1-8; Borgia, pàg. 1-8). Una altra similitud és que el Déu del Còdex Cospi té “presenta dos ganivets com a cap”. Això és l'equivalent al Déu central del cap de dos ganivets del Còdex Cospi.

## Confusió sobre l'origen del còdex
El Còdex Cospi per un temps es va considerar com un llibre provinent de la Xina. Abans que el comte Valero Zani li regalàs el còdex al marqués Ferdinando Cospi (Bolonya) al 1665, s'adonà del veritable origen del còdex. El comte Valero Zani l'empastà amb un paper romà i hi escrigué:  “Llibre de Messico”. Aquesta confusió es va poder haver donat ja que durant els segles XVI i XVII, quan arribaven a mans europees objectes de tots els llocs del món sense saber-ne la procedència.
El còdex aparegué a Bolonya, la qual cosa no és estranya, perquè en aqueix moment era el centre intel·lectual més important d'Europa. El marqués Ferdinando Cospi va donar el còdex a la Universitat de Bolonya, on continua fins hui.

## Còdexs del grup Borgia
Els còdexs del grup Borgia són documents que pertanyen a l'Antic Mèxic. Cadascú en té un contingut calendàric ritual, l'anomenat tonalámatl, “almanac dels destins”, amb el qual –seguint el compte dels dies del tonalpohualli, cicle ritual de 260 dies– es realitzaven prediccions favorables o desfavorables en funció de combinacions específiques de dies, deïtats i ocells sagrats.
A hores d'ara hi ha un llibre anomenat Còdex Cospi. Calendari de pronòstics i ofrenes, en el qual s'explica més sobre la procedència, el viatge i la descripció del còdex, així com que forma part de l'anomenat Grup Borgia.
La majoria d'aquests manuals endevinatoris van sobreviure a la invasió colonial espanyola. Tots els existents es troben ara a Europa.
Entre els diferents còdexs del Grup Borgia, hi ha:
- Còdex Borgia
- Còdex Vaticà B
- Còdex Fejérváry-Mayer
- Còdex Laud
- Còdex Cospi